# Нульмерное пространство
Нульме́рное простра́нство — топологическое пространство, размерность которого равна нулю согласно одному из нескольких неэквивалентных определений размерности топологического пространства. Графической иллюстрацией нульмерного пространства может служить произвольная точка некоторого пространства.

## Определение
Топологическое пространство {\displaystyle X} называется нульмерным, если оно нульмерно относительно топологической размерности или большой или малой индуктивной размерности, в формулах:
- {\displaystyle \mathrm {dim} (X)=0} (топологическая размерность)
- {\displaystyle \mathrm {Ind} (X)=0} (большая индуктивная размерность)
- {\displaystyle \mathrm {ind} (X)=0} (малая индуктивная размерность)

Или, если точнее:
- Топологическое пространство {\displaystyle X} является нульмерным относительно топологической размерности, если для любого открытого покрытия {\displaystyle V} пространства {\displaystyle X} существует открытое покрытие {\displaystyle U} того же пространства, такое что оно вписано в {\displaystyle V} и любая точка множества {\displaystyle X} содержится ровно в одном открытом множестве из покрытия {\displaystyle U}.
- Топологическое пространство является нульмерным относительно индуктивной размерности, если оно имеет базу состоящую из открыто-замкнутых множеств.